# Vraag (economie)

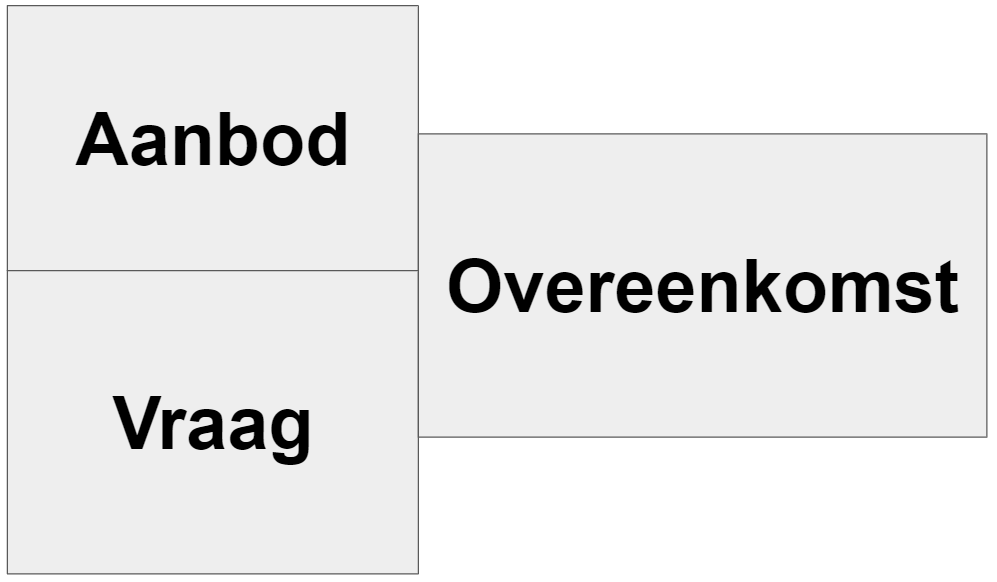
Vraag en aanbod gaat (impliciet) gepaard met een overeenkomst over bijvoorbeeld de prijs, kwaliteit en levertijd.

Vraag is in de economie een maat voor de hoeveelheid goederen en diensten waaraan behoefte is. 
In de micro-economische theorie van het consumentengedrag wordt de vraag veelal opgevat als het verband tussen prijs en gevraagde hoeveelheid van een bepaald product. Dit verband wordt dan weergegeven met de vraagcurve.
Tegenover vraag staat het aanbod. Waar vraag en aanbod bij elkaar komen, ontstaat marktwerking.